# Arranca Estacas
Arranca Estacas är en ort i Mexiko.   Den ligger i kommunen Chontla och delstaten Veracruz, i den sydöstra delen av landet, 240 km nordost om huvudstaden Mexico City. Arranca Estacas ligger 132 meter över havet och antalet invånare är 391.
Terrängen runt Arranca Estacas är varierad. Runt Arranca Estacas är det ganska tätbefolkat, med 67 invånare per kvadratkilometer. Närmaste större samhälle är Ixcatepec, 8,6 km sydväst om Arranca Estacas. Trakten runt Arranca Estacas består till största delen av jordbruksmark.